# Hrádek (okres Hradec Králové)
Hrádek (německy Bürgles; v názvu katastrálního území i jinde specifikovaný jako Hrádek u Nechanic) je obec v okrese Hradec Králové v Královéhradeckém kraji. Leží zhruba jedenáct kilometrů západně od Hradce Králové. V obci žije 184 obyvatel.

## Historie
První písemná zmínka o obci pochází z roku 1377. Malá tvrz snad i s kostelíkem však zde stávala asi již v 8. či 9. století. Ves patřila vladyckému rodu Bořků z Hrádku. Zdejší kostel spadal pod arciděkanství a děkanství v Hradci Králové již v letech 1348 a 1417. V polovině 15. století za Martina Haléře se statek rozrostl o zakoupené Radíkovice. V roce 1528 koupilo statek město Hradec Králové a svěřil je spolu s Nechanicemi a Kunčicemi řádu benediktýnských panen. Za odepření pomoci Ferdinandu I. proti Šmalkaldskému spolku v roce 1514, císař statek městu odňal. V roce 1520 jej získali Pernštejnové a drželi jej až do roku 1586, kdy Hrádek společně s Kunčicemi koupil Ctibor Emil Pecinger z Bydžína. Po vzpouře proti Habsburkům však přišel v roce 1622 o polovinu území, kterou získal Václav Vchynský ze Vchynic a Tetova. Hradek byl přičleněn k chlumeckému panství. Dřevěný kostel zasvěcený svatému Jiří byl zničen za třicetileté války a v roce 1692 postaven jako zděný. V roce 1661 byl Hrádek prodán Schaffgotschům. Ti jej drželi až do roku 1829, kdy byl prodán Harrachům. Harrachové jej drželi až do roku 1945, kdy jim byl majetek znárodněn.

## Obyvatelstvo
| Rok            | 1869 | 1880 | 1890 | 1900 | 1910 | 1921 | 1930 | 1950 | 1961 | 1970 | 1980 | 1991 | 2001 | 2011 | 2021 |
| -------------- | ---- | ---- | ---- | ---- | ---- | ---- | ---- | ---- | ---- | ---- | ---- | ---- | ---- | ---- | ---- |
| Počet obyvatel | 281  | 279  | 259  | 288  | 261  | 288  | 254  | 205  | 205  | 191  | 173  | 172  | 180  | 188  | 172  |
| Počet domů     | 41   | 42   | 43   | 48   | 45   | 47   | 50   | 48   | 48   | 48   | 45   | 57   | 63   | 69   | 69   |

## Obecní symboly
Znak a vlajka byly obci uděleny rozhodnutím předsedy Poslanecké sněmovny Parlamentu České republiky dne 14. března 2002.

## Pamětihodnosti
- Barokní kostel svatého Jiří
- Kaplička
- Zámek Hrádek u Nechanic (při severozápadním okraji vsi, avšak vlastní zámek je již na katastru Lubna, části sousedního města Nechanice)
- památník 117 vojákům padlých v bitvě u Hradce Králové 3. července 1866 jihovýchodně od obce, přibližně 70 m od cesty do Radostova

## Galerie

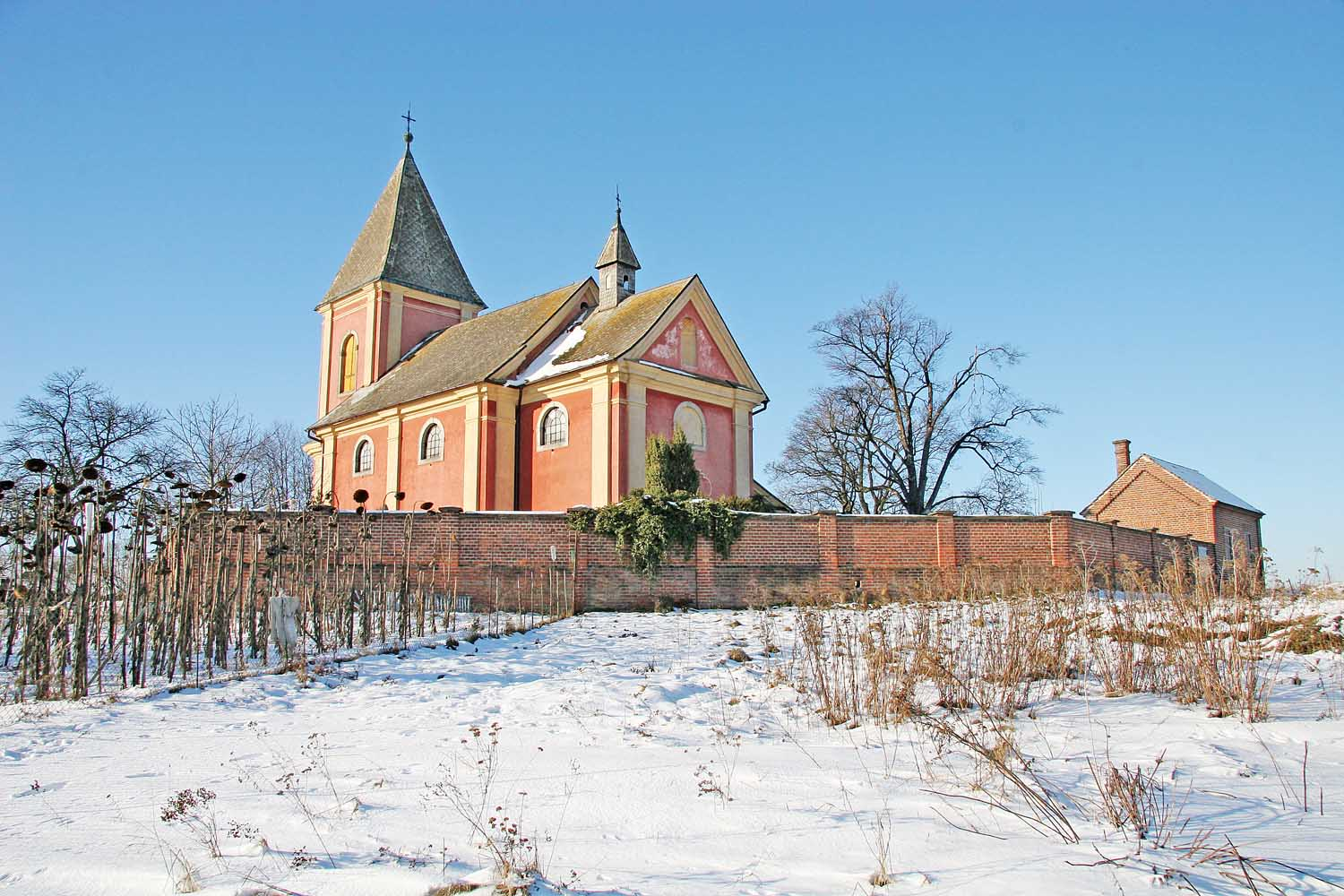
Kostel svatého Jiří
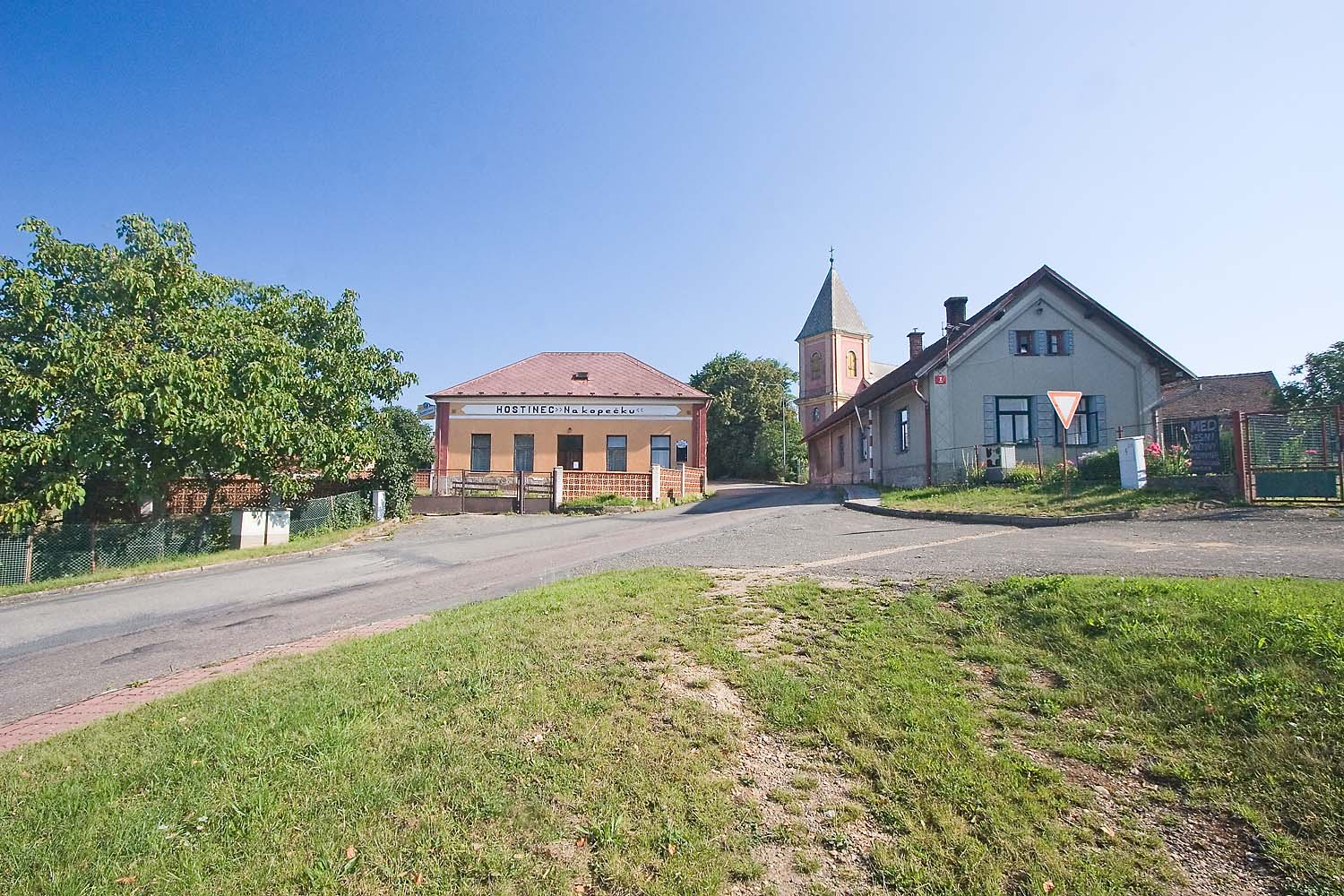
Hostinec na Kopečku
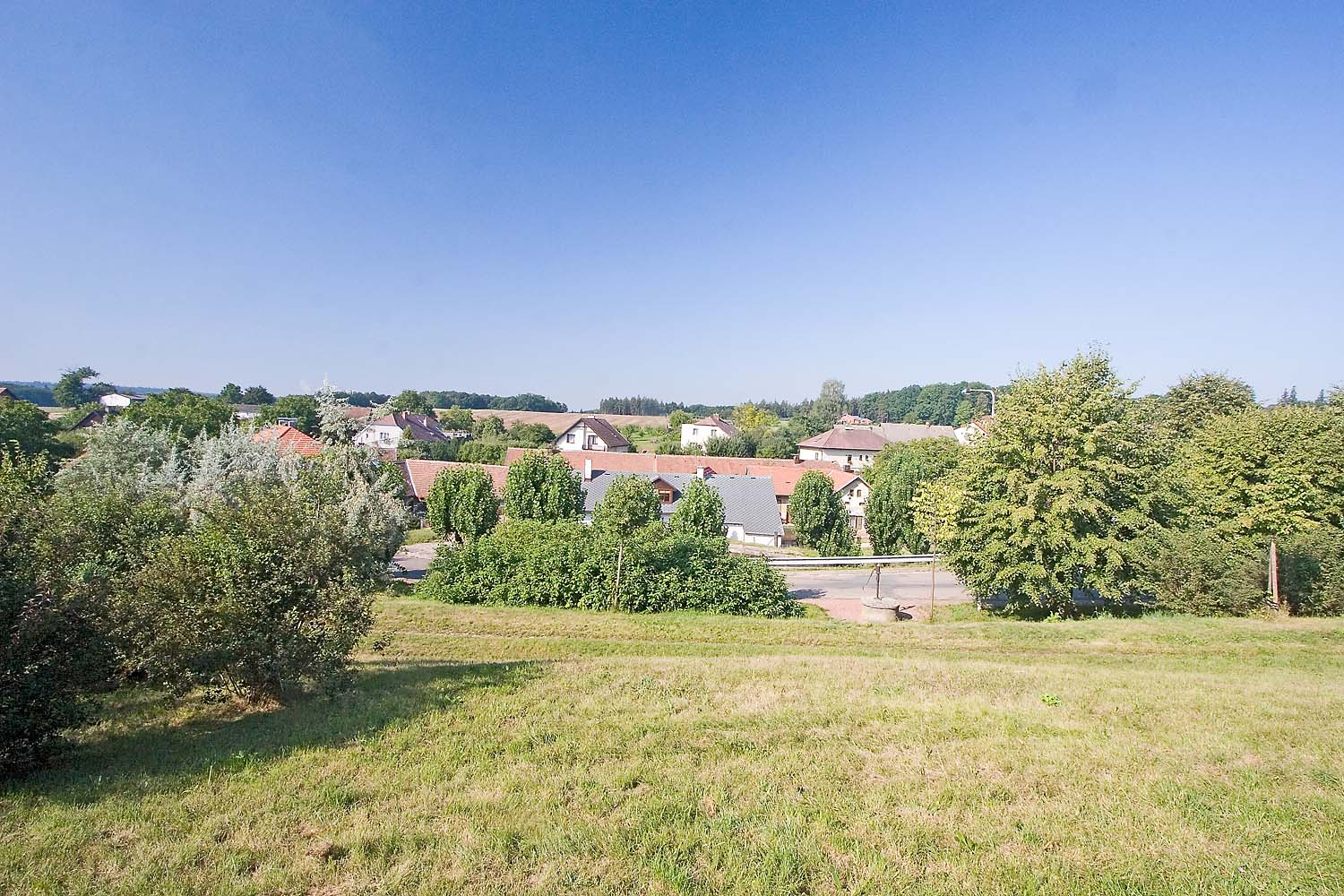
Pohled na Hrádek od hostince
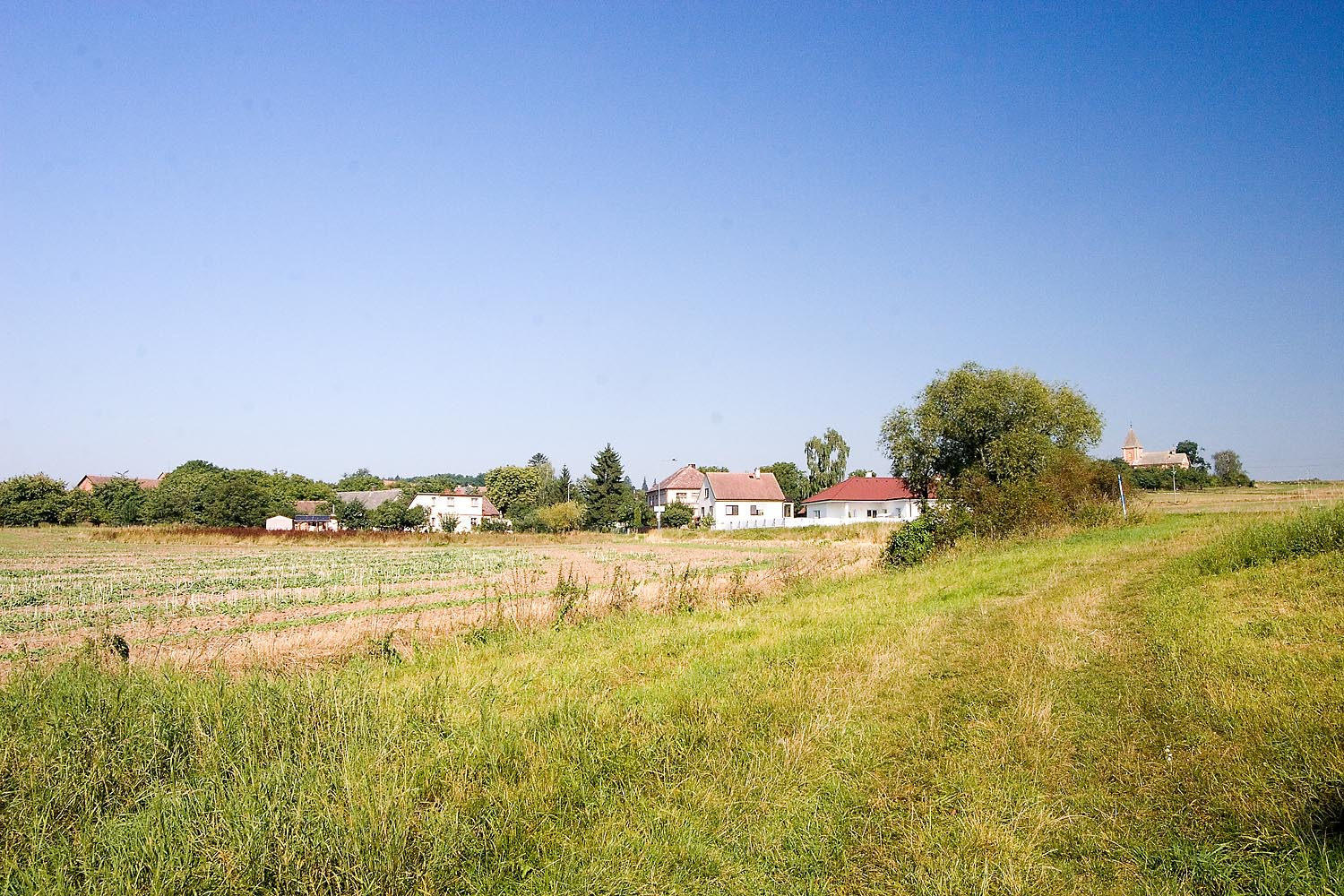
Pohled na Hrádek z cesty do Radíkovic